# Омутинское
Омути́нское — село (в 1959—1993 — посёлок городского типа Омутинский) в Тюменской области. Административный центр Омутинского района и Омутинского сельского поселения.

## География
Расположено на берегу реки Вагай при железнодорожной станции Омутинская (на линии Тюмень — Омск).

## История
Селение возникло в первой половине XVIII века как сторожевой форпост — крепость Омутная с «лежачим забором, обнесенным рогатками и надолбами». По данным исследователя Сибири Г. Н. Потанина, в 1744 году форпост в деревне Омутная уже существовал и его гарнизон насчитывал 76 человек. Считают, что название Омутная было дано потому, что в окрестностях селения было много омутов.
По описанию академика П. С. Палласа, сделанному в 1770 году, «Омутинское село стоит на Вагае, но так рассеяно, что крайние дворы, которых около семидесяти к погосту приписано, один от другого более нежели на пять верст отдалены». В 1782 году Омутинское в документах названо «новозаложенным».
В 1849 году в селе было устроено первое в Тобольской губернии сельское начальное училище Министерства народного просвещения В 1903 году оно было преобразовано в двухклассную школу С этого же года в селе действовала церковно-приходская школа. Имелась библиотека.
В XIX — начале XX века Омутинское — значительный торговый пункт на Сибирском тракте. В 1862 году на Савватиевскую ярмарку (27 сентября) было привезено товаров на 63 тыс. рублей Экономическое значение села ещё более возросло с прохождением через него в 1910 году Транссибирской железнодорожной магистрали. По сведениям 1913 года, оборот Алексеевской ярмарки, проводившейся в селе с 11 по 17 марта, составил 260 тыс. рублей.
В начале 1910-х годов в Омутинской волости Ялуторовского уезда Тобольской губернии действовали тринадцать сельских обществ, государственная сберегательная касса, сельский банк, ссудо-сберегательное товарищество, кредитное товарищество. В селе имелись хлебозапасный магазин, двенадцать ветряных мельниц, две маслодельни, десять торговых лавок, винная лавка, почтовая и земская станции, железнодорожный вокзал (с 1911 года). Жители села занимались производством кирпича (свыше 70 тысяч штук в год, по данным конца XIX века), выделкой кож.
Весной 1918 года в Омутинском была установлена советская власть. 2 июня этого же года село было освобождено от большевиков генералами Вержбицким и Сыровым. В годовщину этого события, при большом стечении народа в Омутинском был открыт памятник чехословакам, павшим в бою под селом. Памятник находился «приблизительно в версте от станции на опушке березовой рощи», был «оригинален и красив»: «ажурная железная решетка, окрашенная в бело-красный цвет, скрепленная 4 рельсовыми бело-зелеными столбиками, окружает пирамиду из диких камней, увенчанную белым фигурным крестом» Очевидно, памятник был уничтожен красными, вновь захватившими власть в селе к началу 1920 года.
С 1923 года Омутинский сельсовет административно относился к Новозаимскому району Тюменского округа Уральской области. К концу 1920-х годов в селе размещались школа I ступени, фельдшерско-акушерский пункт, телефон, телеграф, почта, кооператив. С 1931 года — райцентр. После ликвидации 17 января 1934 года Уральской области вошёл в состав Челябинской области. 14 августа 1944 года передан во вновь образованную Тюменскую область.
В 1959 населённый пункт получил статус поселка городского типа, в 1993 году преобразован в село.
В селе Омутинском насчитывается около 20 памятников культурного наследия — это особняки XIX — начала XX века, в одном из таких старинных зданий работает местный краеведческий музей. Омутинский приход с деревянной церковью существовал уже в 1770 году и находился в ведении Тобольской кафедры. В начале XIX века в селе был построен каменный Богоявленский храм. Согласно «Списку населённых мест по сведениям 1868—1869 гг.», в селе имелась также часовня. Очевидно, она перестраивалась. В епархиальном справочнике 1913 года сказано, что построена Омутинская часовня была в память священного коронования Их Императорских Величеств и посвящена святителю Николаю Чудотворцу В годы советской власти Омутинский приход был ликвидирован, храм разрушен, часовня, вероятно также.
Приход возродился в 1990-х годах под омофором Тобольского преосвященного. В начале 2010-х годов недалеко от места бывшей церкви было завершено строительство нового каменного Богоявленского храма, в Омутинской областной больнице устроена молитвенная комната. С октября 2013 года Омутинский приход является центром Западного благочиния Ишимской епархии.

## Население
| 1970 | 1979  | 1989    | 2002  | 2010  | 2021  |
| ---- | ----- | ------- | ----- | ----- | ----- |
| 7317 | ↗9524 | ↗10 380 | ↘9657 | ↘9201 | ↘9101 |

## Известные люди
В селе родился Сергеев, Борис Иванович (1941) — советский и украинский учёный-гидротехник.